# Telhado (Fundão)

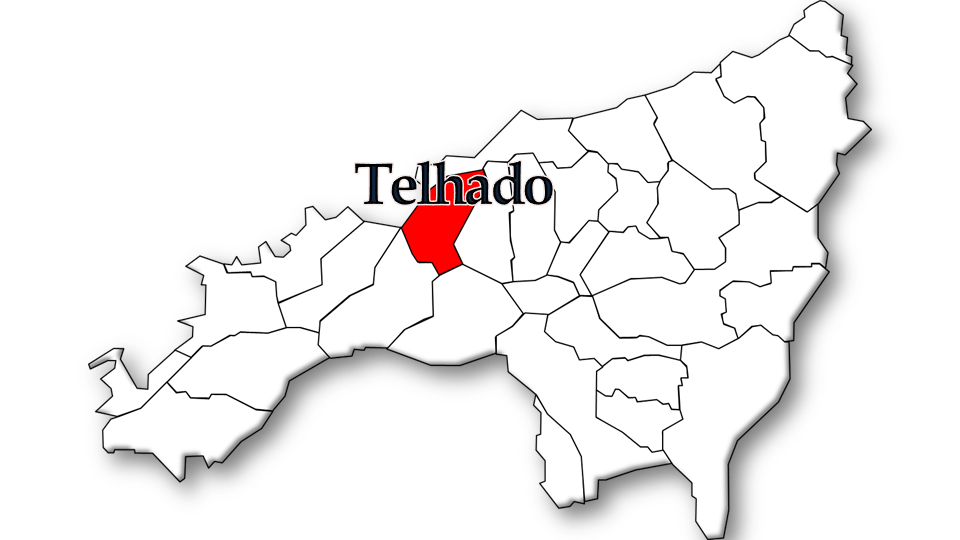
Localização da freguesia no Município do Fundão

Telhado é uma povoação portuguesa sede da Freguesia de Telhado do Município do Fundão, freguesia com 17,64 km² de área e 579 habitantes (censo de 2021), tendo, por isso, uma densidade populacional de 32,8 hab./km².

## Demografia
Nota: Nos censos de 1864 a 1890 denominava-se Telhado e Freixial.
A população registada nos censos foi:
| Distribuição da População por Grupos Etários | Distribuição da População por Grupos Etários | Distribuição da População por Grupos Etários | Distribuição da População por Grupos Etários | Distribuição da População por Grupos Etários |
| -------------------------------------------- | -------------------------------------------- | -------------------------------------------- | -------------------------------------------- | -------------------------------------------- |
| Ano                                          | 0-14 Anos                                    | 15-24 Anos                                   | 25-64 Anos                                   | > 65 Anos                                    |
| 2001                                         | 90                                           | 72                                           | 288                                          | 169                                          |
| 2011                                         | 73                                           | 53                                           | 317                                          | 175                                          |
| 2021                                         | 75                                           | 41                                           | 264                                          | 199                                          |

## História
Uma das aldeias pré-históricas mais antigas da Beira Interior, datada de há seis ou sete mil anos, foi descoberta na freguesia do Telhado, localizada na zona de Souto do Senhor e Casal de Santa Maria, no Freixial, e remonta à época do Neolítico.
Foram encontrados indícios de cerâmica, machados de pedra polida e moinhos de cereais do Neolítico.
A freguesia do Telhado foi um priorado da apresentação da Sé da Guarda, tendo o prior um rendimento anual de 150 mil réis. A 13 de Janeiro de 1898 foi anexado o lugar de Freixial, que pertencia à freguesia de Souto da Casa, desde 21 de Maio de 1896.
Chegou a constituir uma freguesia, tendo sido um curato da invocação de S. Sebastião, anexo à paróquia de Souto da Casa. Por esse motivo, a freguesia de Telhado também foi designada, por muitos, de Telhado e Freixial.
A povoação de Telhado teve, em tempos, um nome diferente do actual, e a sua localização era também diversa da que agora lhe conhecemos. Pelos inícios do século XIV chamava-se ainda Carantonha, nome que aparece na Carta de D. Dinis de Agosto de 1314, pela qual o monarca ordena que se façam nesse lugar inquirições nesse lugar da Carantonha e em mais oito povoações do actual município do Fundão.
Pelos fins do século XIX, Joaquim Paulo Nunes, nascido em Telhado a 14 de Agosto de 1865, escreveu um excelente trabalho sobre o concelho (atual município) do Fundão. Este ilustre telhadense, que se formou em direito no ano de 1888, exerceu a advocacia na comarca do Fundão, e foi administrador do concelho, disse, sobre a sua terra natal o seguinte: 
"é povoação muito antiga foi o seu primitivo assento no vale da Carantonha, tendo então a denominação de Nossa Senhora da Carantonha, e os seus habitantes parece que se viriam obrigados a desamparar estes sítios por causa das formigas, que sobremaneira os perseguiam e lhes causavam grave dano nas sementeiras e nessa terra memorável, porque, segundo vi uma cópia de um antigo manuscrito encontrado no arquivo da junta da Paróquia do Telhado floresceu aqui São Dâmaso, de quem se diz foi prior de Nossa Senhora da Carantonha, bispo de Roma - lá se dizia igualmente que daqueles arredores corriam muitos vizinhos a cumprir suas obrigações de paroquianos à igreja de Nossa Senhora da Carantonha, especialmente das povoações de Peroviseu e do casal de Santa Maria, e dalguns outros casais que já desapareceram, como o chamado da Póvoa e o da Momenta Redonda, que era junto ao rio Zêzere".
Tudo isto é realmente notável para a história desta freguesia. Sabe-se que S. Dâmaso nasceu em Guimarães, e daí tivesse vindo para as imediações do actual Telhado exercer o seu mister de sacerdote, atendendo a que, não muito longe, na poderosa cidade de Egitânia, existia a mais opulenta diocese do mundo visigótico.
Esta freguesia do Telhado teve em tempos uma intensa actividade mineira e mais tarde a olaria até meados do século XX. No seu termo foram exploradas uma mina de chumbo e uma de volfrâmio e estanho.
Também foram exploradas mas imperfeitamente as águas sulfúreas da nascente denominada Fonte das Virtudes.

## Património
- Igrejas de Santo André (matriz) e do Freixial
- Capelas de Nossa Senhora da Rosa, da Senhora do Mosteiro e de S. Bartolomeu
- Edifício da junta de freguesia
- Casa brasonada (e capela)
- Lugar de Cabeço dos Gomes

## Pontos de interesse
- Casa do Barro

## Cultura

### Folclore

#### Rancho Folclórico "As Cantarinhas do Telhado"
O Rancho Folclórico "Cantarinhas do Telhado", representa o antigo quotidiano cultural vivído na aldeia do Telhado, em pleno coração da Beira Baixa. Foi fundado em 1974 pelo Padre Manuel Duarte Cândido Curto e por José Daniel Trindade Serra com o objectivo de incentivar as gerações futuras, e não deixar cair no esquecimento as raízes da sua cultura: o que existe de mais precioso numa aldeia.
O trabalho do campo era e é, ainda hoje bastante duro, penoso e sofrido mas, no entanto, sempre existiu uma alegria simples e sincera que fazia com que no regresso da faina agrícola, ainda houvesse vontade de cantar e bailar.
Assim, bastava o encorajador toque de uma concertina e uma voz destemida para que as mulheres pousassem os cântaros que traziam à cabeça e os homens as ferramentas agrícolas que carregavam, e na roda da dança em espontâneo vencia-se o cansaço e esquecia-se uma fraca merenda e na troca desses animados passos, por vezes, se encontrava o amor de uma vida. É precisamente este espírito de alegria que o Rancho Folclórico "Cantarinhas do Telhado" procura retratar.
O repertório deste rancho é formado por modas alusivas às diversas fases do ciclo agrícola, sendo elas as vindimas, as mondas, as sachas, as desfolhadas, a colheita da azeitona e ainda temas relacionados com a antiga vida social, como as tarefas domésticas e o namoro escondido.
Os seus trajes são o de Ceifeira, constituído por blusa florida, duas saias, uma das quais (a de fora) prende uma parte da bainha à cintura, meias rendadas brancas, lenço na cabeça e chapéu de aba larga, espigas e foice na mão, e o Fato Domingueiro constituído por calça e colete preto, camisa branca, lenço vermelho ao pescoço, cinta preta e chapéu preto.
Com cerca de 30 elementos e com variadíssimas actuações nos palcos do folclore nacional, o Rancho Folclórico "Cantarinhas do Telhado" tenta mostrar de forma mais leal e com um notável desempenho a história da cultura deste povo.

## Gastronomia
Torradas ou fritas
Ingredientes:
Pão grande (de mistura), azeite (acabado de sair da bica) e açúcar.
Preparação:
Parte-se o pão em fatias bem finas, e fritam-se numa frigideira, em azeite bem quente, de um lado e do outro. Polvilham-se com açúcar.
Receita do “Caldudo”
Ingredientes:
Castanhas, água, azeite e sal.
Preparação:
Das castanhas secas, no caniço, são lhes tiradas a casca. São introduzidas numa panela de ferro, com água, sal e um pouco de azeite. Leva-se ao lume, da lareira e deixa-se cozer bem as castanhas. Parte destas são esmagadas com um garfo, para tomar a água um pouco mais espessa. Depois é só servir o caldudo em tigelas de barro.
A caldeirada de borrego
Ingredientes:
7 a 9 kg de carne de borrego partida em pedaços, batatas, cebola, pimentos, tomates, cenoura, serpão, salsa, sal, azeite e picante a gosto.
Preparação:
Corta-se às rodelas as batatas, cebolas, pimentos, tomates e a cenoura. Põe-se numa panela grande, camadas de batatas, cebola, pimentos, tomates e cenoura, entre estes ingredientes põe-se sempre uma camada de carne de borrego, em cima põe-se o serpão, a salsa, o sal e o picante. Tapa-se a panela e leva-se a lume brando, deixando-se cozer (o tempo de cozedura é cerca de 3 a 4 horas). A tampa da panela deve ser lacrada, não se podendo abrir durante a cozedura nem se podem mexer nos ingredientes. Durante a cozedura, e só a partir dos primeiros 45 minutos, pega-se nas asas da panela e roda-se a panela, de forma que a caldeirada rode no interior para não agarrar. Passado o tempo de cozedura é só servir.
Ensopado de carne de rês (cabra / ovelha)
Ingredientes:
Carne de cabra/ovelha, vinho branco, pimentão, pimenta, alho, azeite, cebola e sal.
Preparação:
Deita-se numa panela a carne previamente partida em pedaços, juntando vinho branco, pimentão, pimenta, alho e sal deixando-a de um dia para o outro em vinha de alho. No dia seguinte junta-se a cebola, azeite e salsa e leva-se ao lume a cozer. Depois de cozida está pronto a servir.

## Jogos Tradicionais
Estes jogos realizavam-se geralmente na época dos santos populares, na segunda-feira da festa da Senhora da Rosa e também na quaresma. Alguns deles revelam bem a sua relação com a olaria.
Corrida dos Cântaros - Forma-se um grupo de mulheres, cada qual com o seu cântaro cheio sobre uma "rodilha" que se coloca na cabeça. Põem-se em fila e é dada a hora da partida. Durante o percurso não se pode tocar no cântaro com as mãos, se o fizerem serão imediatamente eliminadas. Ganha a que chegar em primeiro lugar à meta, com o cântaro cheio de água ou quase cheio.
Jogo do Carrabaço - Com uma cântara de barro, as mulheres ou homens punham-se em fila e deslocando-se iam atirando para trás a mencionada cântara sem olharem para trás. Aquela que a não a "apulasse" perdia e teria de pagar uma cântara.
A corrida de Burro - Colocavam-se cântaras cheias de água, suspensas em cordas a uma determinada altura. Duas pessoas, cada uma montada em seu burro, munidas de um pau, iniciavam a corrida tendo no percurso de partir as cântaras. Ganhava quem primeiro cumprisse e chegasse à meta.
Jogo do "Belho" - Consistia no derrube do "Belho", pequeno pau arredondado na ponta e raso na base com moedas antigas chamadas "vintém". Quem atingisse mais rápido vinte pontos ganhava o jogo.
Jogo da Bilharda - Era um jogo praticado pelos rapazes, com um pau aguçado nas duas extremidades, e que faziam saltar com uma pancada desferida com outro pau mais comprido, atirando aquele mais pequeno para longe. Aquele que falhava tinha que levar o colega às costas até ao círculo onde iniciava o jogo.

## Desporto

### Grupo Desportivo Cultural e Recreativo do Telhado
Com sede na aldeia de Telhado, Município de Fundão, foi fundado em 1974. O clube passou ao longo da sua vida por bons e maus momentos, com a força e energia de antigas gerações o GDCRT atingiu patamares elevados tanto a nível desportivo como cultural no Município com a conquista de inúmeros troféus e realização de imensos eventos culturais. Passou também num passado recente por momentos de crise e surgiu novamente no plano distrital desde 2003, tendo a partir desse ano deixado a sua marca no desporto distrital com participações em campeonatos distritais de futsal feminino júnior e sénior, basquetebol feminino e masculino, andebol masculino, provas de estrada e pista a nível distrital em atletismo em todos os escalões incluindo seniores, torneios amigáveis de futebol de 7 e de 11, juniores e seniores, e ainda torneios de futsal masculino seniores e veteranos.
Durante 2 épocas foram mantidas as equipas femininas de futsal à custa de muito trabalho por parte do corpo directivo superando até aí todas as adversidades com que se depararam.
Campeã distrital na época 2005/2006, a equipa de basquetebol feminino foi a mais forte aposta dessa época.
No que toca ao atletismo durante as últimas épocas estivemos presentes em inúmeras provas de estrada e de pista organizadas pela Associação de Atletismo de Castelo Branco onde foram também conquistados, para além de vários troféus, lugares cimeiros principalmente nos escalões de formação.
Em termos culturais e depois de um interregno devido não só à falta de infraestruturas necessárias para o efeito mas também à falta de recursos humanos voltaram os tradicionais 'bailes' e convívios assim como torneios de sueca, jogos da malha, e outros jogos tradicionais como já vem sendo hábito nos últimos anos. Com a reabertura do novo bar pretendemos que todos os sócios tenham um local não só de divertimento mas também de convívio.

### Associação Terras do Barro
Fundada em 2007, esta associação abrange actividades que vão desde o atletismo ao basquetebol nos vários escalões e encontra-se actualmente como uma das associações do Município do Fundão com mais e mais variada actividade desportiva.

## Personalidades
- Albano Martins, poeta português.